# Bobó
Bobó é um prato da cozinha africana feito  com feijão-mulatinho, cozido até a consistência de papa, azeite de dendê e temperos. No Nordeste do Brasil, o mesmo termo também designa um creme de aipim, inhame ou fruta-pão cozido com azeite de dendê, leite de coco, coentro e outros temperos, sendo frequentemente acompanhado de camarão, mas também, alternativamente, de peixe, carne bovina ou frango.

## Etimologia
"Bobó" é oriundo do fon abɔ'bɔ, no sentido de 'comida feita com feijão'.